# Roger Powell (bádminton)
Roger Powell es un deportista británico que compitió en bádminton para Inglaterra en la modalidad de dobles.
Ganó dos medallas en el Campeonato Europeo de Bádminton, oro en 1968 y bronce en 1970.

## Palmarés internacional
| Representando a Inglaterra |                           |                   |        |
| Campeonato Europeo         |                           |                   |        |
| Año                        | Lugar                     | Medalla           | Prueba |
| 1968                       | Bochum (RFA)              | Medalla de oro    | Dobles |
| 1970                       | Port Talbot (Reino Unido) | Medalla de bronce | Dobles |